# Luca Mazzitelli
Luca Mazzitelli (Roma, Lacio, 15 de noviembre de 1995) es un futbolista italiano. Juega de centrocampista y su equipo es el Cagliari Calcio de la Serie A de Italia.

## Trayectoria
Formado en las inferiores de la A. S. Roma, debutó en la Serie A el 18 de mayo de 2014 en la derrota de visita 1-0 ante el Genoa.
En julio de 2015 fue enviado a préstamo al Brescia Calcio. 
La U. S. Sassuolo Calcio lo fichó el 17 de mayo de 2016 donde fue parte del primer equipo.
El 6 de julio de 2018 se fue a préstamo al Genoa C. F. C., hasta junio de 2019 con la obligación de comprar al jugador.
El 15 de enero de 2020 el Virtus Entella hizo oficial su llegada como cedido hasta final de temporada con la obligación de compra si se cumplían algunas condiciones. Estos no se cumplieron y en septiembre fue prestado a la A. C. Pisa 1909.
El 9 de julio de 2021 se incorporó a la A. C. Monza con la que firmó hasta junio de 2025. Al año siguiente fue cedido al Frosinone Calcio con la obligación de comprarlo si se cumplían determinadas condiciones.
En julio de 2024 fue prestado al Como 1907, que tenía la obligación de comprarlo, y firmó hasta 2027. A mitad de campaña regresó a la U. S. Sassuolo Calcio como cedido. En esos meses ayudó al equipo a ascender a la Serie A y en julio fue prestado al Cagliari Calcio.

## Selección nacional
Ha representado a Italia en categorías menores.

## Estadísticas
Actualizado al último partido disputado el 4 de mayo de 2025.
| Club                           | Div.          | Temporada     | Liga  | Liga  | Copas nacionales | Copas nacionales | Copas internacionales | Copas internacionales | Total | Total |
| Club                           | Div.          | Temporada     | Part. | Goles | Part.            | Goles            | Part.                 | Goles                 | Part. | Goles |
| ------------------------------ | ------------- | ------------- | ----- | ----- | ---------------- | ---------------- | --------------------- | --------------------- | ----- | ----- |
| A. S. Roma · Italia            | 1.ª           | 2013-14       | 1     | 0     | 0                | 0                | ―                     | ―                     | 1     | 0     |
| A. S. Roma · Italia            | Total club    | Total club    | 0     | 0     | 0                | 0                | 0                     | 0                     | 1     | 0     |
| F. C. Südtirol · Italia        | 3.ª           | 2014-15       | 24    | 1     | 2                | 0                | ―                     | ―                     | 26    | 1     |
| F. C. Südtirol · Italia        | Total club    | Total club    | 24    | 1     | 2                | 0                | 0                     | 0                     | 26    | 1     |
| Brescia Calcio · Italia        | 2.ª           | 2015-16       | 36    | 5     | 2                | 0                | ―                     | ―                     | 38    | 5     |
| Brescia Calcio · Italia        | Total club    | Total club    | 36    | 5     | 2                | 0                | 0                     | 0                     | 38    | 5     |
| U. S. Sassuolo Calcio · Italia | 1.ª           | 2016-17       | 17    | 1     | 1                | 0                | 5                     | 0                     | 23    | 1     |
| U. S. Sassuolo Calcio · Italia | 1.ª           | 2017-18       | 20    | 0     | 3                | 0                | ―                     | ―                     | 23    | 0     |
| Genoa C. F. C. · Italia        | 1.ª           | 2018-19       | 10    | 0     | 1                | 0                | ―                     | ―                     | 11    | 0     |
| Genoa C. F. C. · Italia        | Total club    | Total club    | 10    | 0     | 1                | 0                | 0                     | 0                     | 11    | 0     |
| U. S. Sassuolo Calcio · Italia | 1.ª           | 2019-20       | 1     | 0     | 1                | 0                | ―                     | ―                     | 2     | 0     |
| Virtus Entella · Italia        | 2.ª           | 2019-20       | 18    | 3     | ―                | ―                | ―                     | ―                     | 18    | 3     |
| Virtus Entella · Italia        | Total club    | Total club    | 18    | 3     | 0                | 0                | 0                     | 0                     | 18    | 3     |
| A. C. Pisa 1909 · Italia       | 2.ª           | 2020-21       | 34    | 5     | 2                | 0                | ―                     | ―                     | 36    | 5     |
| A. C. Pisa 1909 · Italia       | Total club    | Total club    | 34    | 5     | 2                | 0                | 0                     | 0                     | 36    | 5     |
| A. C. Monza · Italia           | 2.ª           | 2021-22       | 31    | 2     | 0                | 0                | ―                     | ―                     | 31    | 2     |
| A. C. Monza · Italia           | Total club    | Total club    | 31    | 2     | 0                | 0                | 0                     | 0                     | 31    | 2     |
| Frosinone Calcio · Italia      | 2.ª           | 2022-23       | 25    | 3     | ―                | ―                | ―                     | ―                     | 25    | 3     |
| Frosinone Calcio · Italia      | 1.ª           | 2023-24       | 29    | 5     | 3                | 0                | ―                     | ―                     | 32    | 5     |
| Frosinone Calcio · Italia      | Total club    | Total club    | 54    | 8     | 3                | 0                | 0                     | 0                     | 57    | 8     |
| Como 1907 · Italia             | 1.ª           | 2024-25       | 11    | 1     | 1                | 0                | ―                     | ―                     | 12    | 1     |
| Como 1907 · Italia             | Total club    | Total club    | 11    | 1     | 1                | 0                | 0                     | 0                     | 12    | 1     |
| U. S. Sassuolo Calcio · Italia | 2.ª           | 2024-25       | 7     | 0     | ―                | ―                | ―                     | ―                     | 7     | 0     |
| U. S. Sassuolo Calcio · Italia | Total club    | Total club    | 45    | 1     | 5                | 0                | 5                     | 0                     | 55    | 1     |
| Cagliari Calcio · Italia       | 1.ª           | 2025-26       | 0     | 0     | 0                | 0                | ―                     | ―                     | 0     | 0     |
| Cagliari Calcio · Italia       | Total club    | Total club    | 0     | 0     | 0                | 0                | 0                     | 0                     | 0     | 0     |
| Total carrera                  | Total carrera | Total carrera | 264   | 26    | 16               | 0                | 5                     | 0                     | 285   | 26    |
| 1. 2.                          |               |               |       |       |                  |                  |                       |                       |       |       |

## Palmarés

### Campeonatos nacionales
| Título  | Club             | País   | Año     |
| ------- | ---------------- | ------ | ------- |
| Serie B | Frosinone Calcio | Italia | 2022-23 |